# Daihatsu Consorte
Daihatsu Consorte är en personbil som tillverkades av den japanska biltillverkaren Daihatsu mellan 1969 och 1975. 

## Daihatsu Consorte
Daihatsu Consorte var den första modell som introducerades sedan Toyota köpt in sig i Daihatsu 1967. Den ersatte Compagno-modellen och baserades på Toyota Publica. Ursprungligen såldes den med Daihatsus egen enlitersmotor men senare tillkom även en större motor från Toyota.

## Motor
| Modell | Motor              | Cylindervolym | Effekt | Bränslesystem   |
| ------ | ------------------ | ------------- | ------ | --------------- |
| 1000   | 4-cyl radmotor ohv | 958 cm³       | 56 hk  | Enkel förgasare |
| 1200   | 4-cyl radmotor ohv | 1166 cm³      | 68 hk  | Enkel förgasare |